# Operazione Ichi-Go
L'operazione Ichi-Go (一号作戦?, Ichi-gō Sakusen, letteralmente "operazione numero uno") fu una campagna militare combattuta tra l'Esercito imperiale giapponese e l'Esercito Rivoluzionario Nazionale della Repubblica di Cina tra l'aprile e il dicembre del 1944, nell'ultimo anno della seconda guerra sino-giapponese. Si trattò di tre distinte battaglie combattute nelle province cinesi dello Henan, Hunan e Guangxi, scontri rispettivamente chiamati dai giapponesi operazione Kogo o battaglia dello Henan centrale, operazione Togo 1 o battaglia del Changheng, operazione Togo 2 e operazione Togo 3 o battaglia del Guilin-Liuzhou. I due obiettivi primari dell'operazione Ichi-Go consistevano nell'aprirsi un passaggio per l'Indocina francese e nell'impossessarsi delle basi aeree nel sud-est della Cina, basi da cui gli statunitensi stavano attaccando il territorio e la flotta giapponesi.
In giapponese l'operazione fu anche chiamata operazione attraverso il continente (大陸打通作戦?, Tairiku Datsū Sakusen), mentre i cinesi si riferiscono ad essa con il nome battaglia dello Henan-Hunan-Guangxi (豫湘桂會戰T, 豫湘桂会战S, Yù Xīang Guì HuìzhànP).

## Svolgimento del conflitto
Vi furono due fasi dell'operazione. Nella prima fase, i giapponesi conquistarono la ferrovia di Pinghan tra Pechino e Wuhan; nella seconda, eliminarono le forze aeree statunitensi stazionate nella provincia dello Hunan e raggiunsero la città di Liuzhou, vicino alla frontiera con l'Indocina francese occupata dagli stessi giapponesi. L'operazione venne condotta dall'Armata di spedizione in Cina al comando del feldmaresciallo Shunroku Hata, con 17 divisioni, che includevano 400 000 uomini, 12 000 veicoli e 70 000 cavalli, tra cui alcune unità esperte trasferite dall'Armata del Kwantung e attrezzature dal Manchukuo, unità meccanizzate, unità provenienti dal teatro della Cina del nord e dal Giappone continentale. Fu la più grande campagna di terra organizzata dai giapponesi durante l'intera seconda guerra sino-giapponese. Molte delle unità cinesi più fresche addestrate dagli statunitensi e dei rifornimenti erano forzatamente bloccati nel teatro birmano in base alle condizioni dell'Accordo Lend-Lease fissate da Joseph Stilwell.
Nell'operazione Kogo, 390 000 soldati cinesi, guidati dal generale Tang Enbo (汤恩伯), furono schierati per difendere la posizione strategica di Luoyang. I giapponesi attraversarono il Fiume Giallo intorno a Zhengzhou e il 30 aprile 1944 la 37ª Divisione attaccò le forze cinesi vicino a Xuchang con il supporto di una compagnia del 13º Reggimento carri, mentre la 3ª Divisione carri venne tenuta in riserva. I carri armati e i fanti giapponesi irruppero a Xuchang e, dopo aver ucciso 3 000 soldati cinesi nei violenti scontri tra le vie, occuparono la città. A questo punto il generale Yamaji spostò la 3ª Divisione carri verso ovest, dividendola in tre gruppi diretti a Linru e Baisha. I due gruppi in marcia verso Linru evitarono le forze nemiche lungo il percorso e il 2 maggio attaccarono insieme Jiaxian, presa quella notte stessa; il giorno seguente proseguirono spazzando via ogni forza nemica lungo la strada avvistando Linru in serata e, dopo tre ore di scontri iniziati con lo sfondamento delle difese da parte del 17º Reggimento carri, le truppe cinesi si ritirarono inseguite dai reparti da ricognizione giapponesi, che il 4 maggio occuparono Baisha, lasciata sguarnita. Yamaji ordinò quindi a un gruppo carri di prendere possesso di Longmen. La città si rivelò difesa da una divisione cinese arroccata nelle vicine montagne, che venne sloggiata dalla fanteria il 7 maggio, dopo tre giorni di duri combattimenti. La strada per Luoyang ora era aperta.
La 3ª Divisione carri cominciò ad attaccare Luoyang il 12 maggio, ma le tre divisioni cinesi in città si rivelarono difficili da sconfiggere senza un adeguato supporto della fanteria, peraltro provata dai precedenti combattimenti nelle montagne. Il comando giapponese fermò quindi l'attacco, e spostò presso il fiume Luo un distaccamento composto da unità da ricognizione, un battaglione meccanizzato di fanteria, un battaglione meccanizzato di artiglieria e reparti del genio; il 15 maggio questo distaccamento distrusse una divisione cinese a Iyang e, seguendo il corso del fiume, prese possesso di Luoning arrivando a Changshui, posizionandosi in una posizione strategicamente importante per la buona riuscita dell'attacco su Luoyang, ripreso dalla 63ª Divisione e dalla 3ª Divisione carri il 22 maggio e conclusosi il 25 seguente con la perdita di 10 000 soldati cinesi. La 3ª Divisione carri aveva manovrato per circa 1 400 km e si era rivelata fondamentale per il buon esito delle operazioni su Luoyang, tuttavia il suo impiego in questa regione, piuttosto che in altre zone del fronte, permise a un gran numero di soldati cinesi stanziati nell'Henan di sfuggire alla cattura. I mezzi corazzati giapponesi, inoltre, si rivelarono meccanicamente inaffidabili.
La seconda fase di Ichi-Go iniziò a maggio, in seguito al successo della prima fase. Nell'operazione Togo 1 le forze giapponesi avanzarono verso sud nei mesi di giugno e luglio ed occuparono Changsha, Hengyang, Guilin e Liuzhou. L'unità corazzata che partecipò all'offensiva fu la 6ª Brigata della 3ª Divisione carri, per il resto rimasta nell'Henan per riorganizzarsi. Quando raggiunsero Changsha, in ottobre, gran parte dei mezzi corazzati della 6ª Brigata risultavano inservibili a causa dei guasti meccanici, perciò l'unità venne ritirata dalla prima linea e posta a guardia delle linee di comunicazione retrostanti. Nel dicembre 1944 i giapponesi raggiunsero l'Indocina francese e realizzarono così l'obiettivo dell'operazione. Nondimeno, l'offensiva portò pochi vantaggi pratici. L'aviazione statunitense si spostò verso l'interno dalle basi minacciate vicino alla costa e in futuro la 14ª Forza aerea statunitense interruppe spesso il collegamento ferroviario continuo tra Pechino e Liuzhou che era stato stabilito nell'operazione Ichi-Go. Il Giappone continuò ad attaccare i campi d'aviazione dove erano stazionate le forze aeree statunitensi fino alla primavera del 1945.
Anche i bombardieri B-29 del XX Comando bombardieri, che stavano attaccando il Giappone nell'operazione Matterhorn, furono costretti a spostarsi, ma anche se questo compromise per un breve periodo la loro efficienza, all'inizio del 1945 la 20ª Forza aerea si trasferì nelle basi appena create nelle Marianne sotto il comando del XXI Comando bombardieri, anch'esso di recente costituzione. Questa mossa annullò la limitata protezione che le isole giapponesi avevano ricevuto dall'operazione Ichi-Go.

## Conseguenze
L'incapacità di conservare le basi aeree costiere portò ad una perdita di fiducia da parte di Chiang Kai-Shek nei confronti del generale statunitense Joseph Stilwell, che fu richiamato negli Stati Uniti nell'ottobre 1944 dal presidente Roosevelt. Fu quindi sostituito come capo di stato maggiore di Chiang Kai-Shek e comandante delle forze statunitensi nel teatro cinese dal maggiore generale (generale di divisione) Albert Wedemeyer. Le sue altre responsabilità di comando nel teatro Cina-Birmania-India furono suddivise e assegnate ad altri ufficiali.

Un'interpretazione completamente diversa degli eventi era che il generale Stilwell, facendo pressioni per un più completo impegno delle forze cinesi, avesse avuto contatti diplomatici con l'Armata Rossa cinese comandata da Mao Zedong, convincendoli ad acconsentire a seguire un comandante statunitense. Per il disappunto di vedersi scavalcato dal generale statunitense, Chiang Kai-Shek aveva fatto richiamare Stilwell negli Stati Uniti. Il cronista del The New York Times Brooks Atkinson scrisse all'epoca:

Ma l'articolo su Time Magazine in cui era citato Atkinson andava avanti ad analizzare il vero fallimento degli obiettivi di Stilwell affermando che: 
"I Cinesi, sfiniti da sette anni di guerra quasi solitaria contro il Giappone, erano riluttanti a dare al generale Stilwell le truppe di cui aveva bisogno per l'offensiva di Birmania; i Giapponesi avrebbero potuto improvvisamente usare sul serio le maniere pesanti con loro. Quando i Giapponesi incominciarono l'attacco quell'ultima settimana sembravano sul punto di tagliare in due la Cina, il governo di Chiang Kai-shek potrebbe aver pensato a ragione che la sua politica ostruzionistica fosse giustificata..."
Questa perdita devastante, abbinata all'opinione pubblica negativa che ne seguì negli Stati Uniti, fece sì che gli Stati Uniti perdessero fiducia nella capacità delle truppe cinesi di combattere i Giapponesi, e successivamente il Teatro Cina-Birmania-India perse la sua priorità. Gli Stati Uniti focalizzarono invece tutte le loro risorse sull'offensiva di sbarchi sulle isole nel Pacifico.
Mountain Road, di Theodore White, all'epoca corrispondente in Cina di Time magazine, tratta di un gruppo di soldati americani che si ritirano prima di questa offensiva giapponese.